# Essômes-sur-Marne
Essômes-sur-Marne es una comuna francesa situada en el departamento de Aisne, de la región de Alta Francia. Es la cabecera (bureau centralisateur en francés) y mayor población del cantón de su nombre.

## Géografía
Está situada en la región de Omois, a orillas del río Marne, a 3 km al suroeste de Château-Thierry.

## Demografía
| 1 690 | 2 055 | 2 038 | 2 321 | 2 479 | 2 486 | 2 695 | 2 784 |
| Para los censos de 1962 a 1999 la población legal corresponde a la población sin duplicidades (Fuente: INSEE [Consultar]) |       |       |       |       |       |       |       |